# Schloss Espasingen

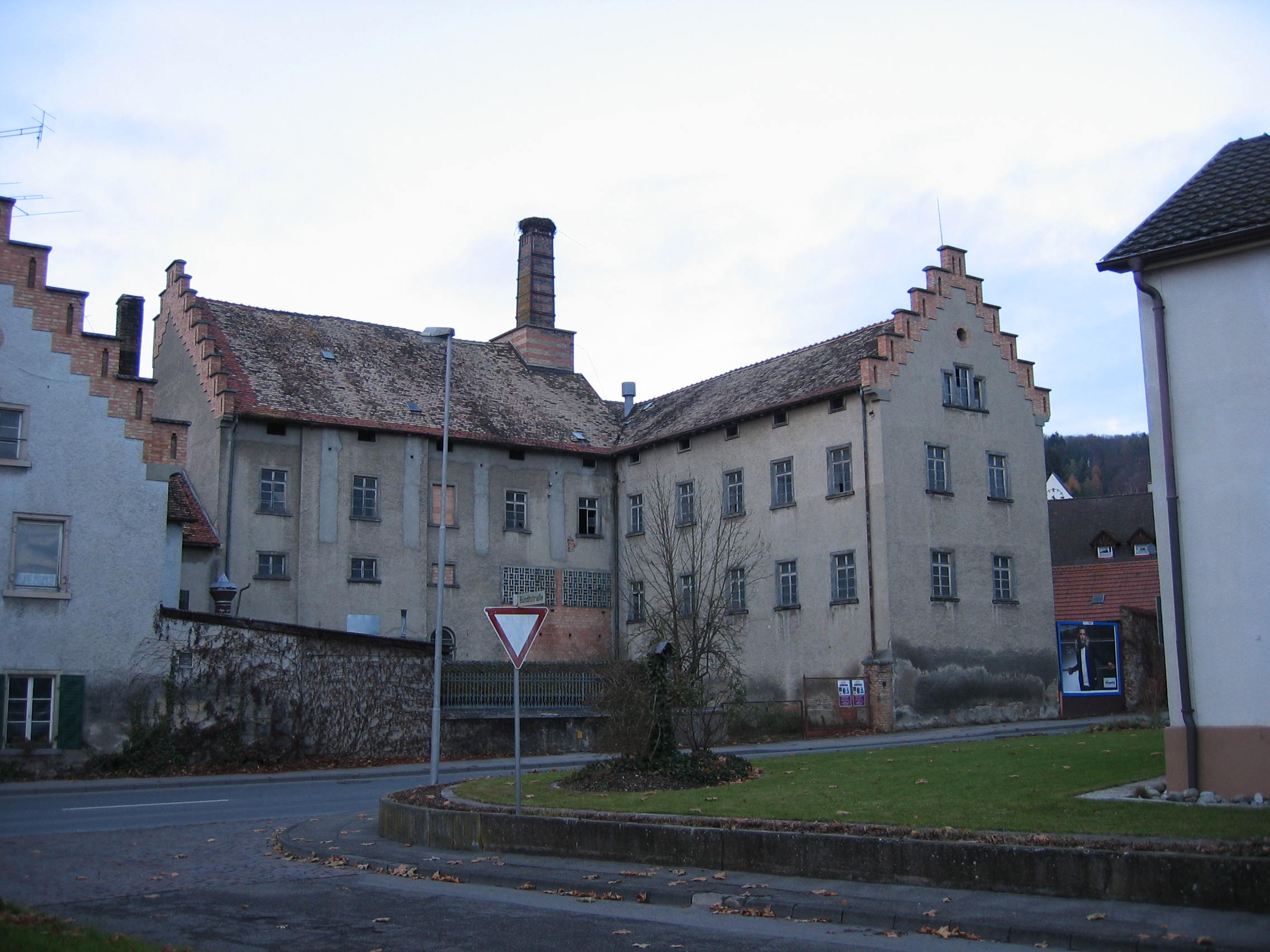
Schloss Espasingen, 2007

Das Schloss Espasingen, auch Bodmannsches Schloss genannt, ist ein Schloss in Espasingen, einem Ortsteil von Stockach im Landkreis Konstanz in Baden-Württemberg.

## Lage
Das Schloss Espasingen wurde ursprünglich in einer großen Riedfläche am Unterlauf der Stockacher Aach auf rund 402 Meter über Normalnull errichtet. Die Ebene liegt am Westende des Überlinger See genannten Teil des Bodensees. Heute befindet sich das Schloss in Ortslage in der Riedstraße, nahe der Ortsdurchfahrt und der Bundesstraße 313, am südöstlichen Ortsende des Dorfes.

## Geschichte

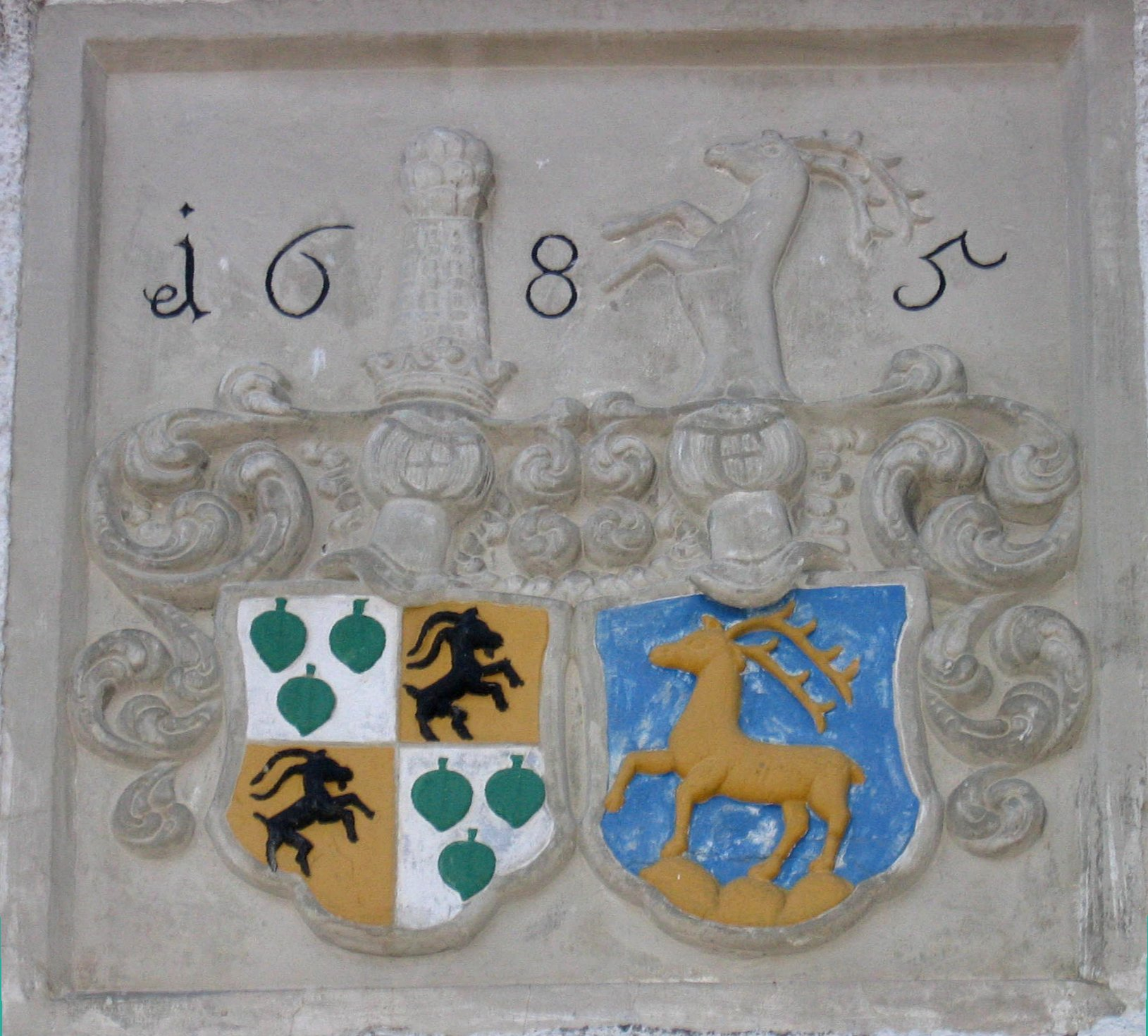
Wappen an der Fassade des Schlosses, links das Wappen der Herren von Bodman

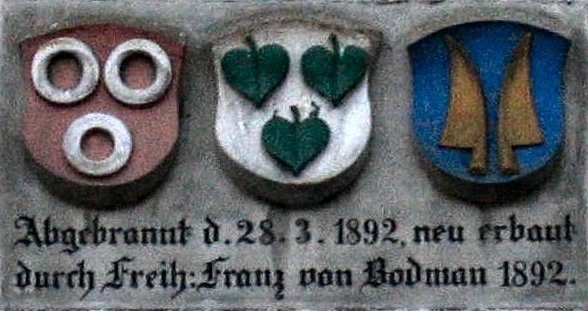
Wappenstein an der Fassade des Schlosses mit Wappen der Ehefrauen: links Breiten-Landenberg und rechts Bissing

Das kleine Schloss wurde Ende des 16. Jahrhunderts durch die Herren von Bodman errichtet. Erstmals erwähnt wurde es erst im Jahre 1620. Ab 1593 wurden Urkunden im Schloss Espasingen ausgestellt.
Nach der Zerstörung der Burg Altbodman im Dreißigjährigen Krieg am 15. August 1643 durch französische Truppen des Statthalters von Überlingen, General Graf Comte de Corvaldem, und anschließender Schleifung ließ sich die Adelsfamilie im Schloss Espasingen nieder. Das Schloss selbst wurde ebenfalls im Dreißigjährigen Krieg zerstört. Es folgte ein Neubau des Schlosses durch Hans von Bodman und dessen Gattin Maria Salome Schindelin von Unterraitenau zwischen 1682 und 1685.
Erst 1760 zog die Adelsfamilie in das Schloss Bodman. Zahlreiche Herren von Bodman bewohnten das Schloss. Zuletzt starb dort 1816 Freiherr Johann Adam von und zu Bodman. Espasingen war nahezu 200 Jahre Herrschaftssitz.
1839 wurde das Schloss zur Gräflich Bodman'schen Brauerei mit angeschlossener Gaststätte umgebaut. Am 28. März 1892 kam es zu einem verheerenden Brand. Das ehemalige Schlossgebäude brannte zum großen Teil nieder, was zur Zerstörung der historischen Bausubstanz führte. Freiherr Franz von Bodman veranlasste noch im selben Jahr einen vereinfachenden Wiederaufbau, faktisch ein Neubau, so dass im Frühjahr 1893 wieder Bier gebraut werden konnte. Die Bierproduktion wurde im Jahr 1968 eingestellt.
Als Folgenutzung wurde hier durch die Adlerbrauerei Göggingen eine Mälzerei und eine Getränkegroßhandlung eingerichtet, die jedoch vor einigen Jahren geschlossen wurden. Die Silos wurden später zur Lagerung von Mais und Getreide genutzt.
Im Ostflügel befand sich bis 2017 noch eine vom Malteser Hilfsdienst genutzte ehemalige Gaststätte (“Bräustüble” bis ca. 1977), der Westflügel und Mittelbau stehen seit Jahrzehnten leer.
Ein regionales Bauunternehmen erwarb 2019 von Johannes Graf von Bodman die Anlage. Der Um- und Ausbau als große Wohnanlage hat begonnen. Dafür sind auch Fördergelder zugesagt.

## Anlage
Bei der Schlossanlage handelt es ursprünglich um einen dreiflügeligen Bau, der durch die zweigeschossigen Volutengiebel der Seitenflügel geprägt wurde. Im rechten Gebäudeflügel mit einem Glockenträger befand sich die Schlosskapelle.
Das heutige Bild der Anlage ist durch die Brandzerstörungen von 1892 und die langjährige Nutzung als Brauerei geprägt.